# Équipe d'Uruguay de football à la Copa América 1926
L’équipe d'Uruguay de football participe à sa 9e Copa América lors de cette édition 1926 qui a eu lieu à Santiago au Chili du 12 octobre au 3 novembre 1926.

## Résultats

### Classement final
Les cinq équipes participantes sont réunies au sein d'une poule unique où chaque formation rencontre une fois ses adversaires. À l'issue des rencontres, l'équipe classée première remporte la compétition.
|   | Équipe    | Pts | J | G | N | P | BP | BC | Diff |
| - | --------- | --- | - | - | - | - | -- | -- | ---- |
| 1 | Uruguay   | 8   | 4 | 4 | 0 | 0 | 17 | 2  | +15  |
| 2 | Argentine | 5   | 4 | 2 | 1 | 1 | 14 | 3  | +11  |
| 3 | Chili     | 5   | 4 | 2 | 1 | 1 | 14 | 6  | +8   |
| 4 | Paraguay  | 2   | 4 | 1 | 0 | 3 | 8  | 20 | -12  |
| 5 | Bolivie   | 0   | 4 | 0 | 0 | 4 | 2  | 24 | -22  |

| 17 octobre   | Uruguay | 3 | 1 | Chili     |
| 24 octobre   | Uruguay | 2 | 0 | Argentine |
| 28 octobre   | Uruguay | 6 | 0 | Bolivie   |
| 1er novembre | Uruguay | 6 | 1 | Paraguay  |

### Matchs
| 17 octobre 1926                                                                                             | Uruguay                               | 3 – 1                                                                                               | Chili               | Campos de Sports de Ñuñoa (Santiago)                |                                                     |
| | Borjas 22e · Castro 32e · Scarone 55e | (2 - 0)                                                                                             | Subiabre 65e (pen.) | Spectateurs : 13 000 Arbitrage : Pedro José Malbrán | Spectateurs : 13 000 Arbitrage : Pedro José Malbrán |
| Batignani - Nasazzi, Recoba - Andrade, Fernández, Vanzzino - Urdinarán, Scarone, Borjas, Castro, Saldombide | Équipes                               | Cortés - Veloso, Poirier - Sánchez, Saavedra, González - García, Subiabre, Olguín, Arellano, Moreno |                     | Spectateurs : 13 000 Arbitrage : Pedro José Malbrán | Spectateurs : 13 000 Arbitrage : Pedro José Malbrán |

| 24 octobre 1926                                                                                             | Uruguay                 | 2 – 0                                                                                            | Argentine | Campos de Sports de Ñuñoa (Santiago)          |                                               |
| | Borjas 22e · Castro 73e | (1 - 0)                                                                                          |           | Spectateurs : 15 000 Arbitrage : Miguel Barba | Spectateurs : 15 000 Arbitrage : Miguel Barba |
| Batignani - Nasazzi, Recoba - Andrade, Fernández, Vanzzino - Urdinarán, Scarone, Borjas, Castro, Saldombide | Équipes                 | Díaz - Bidoglio, Cochrane - Médici, Vaccaro, Conti - Tarasconi, Cherro, Sosa, Delgado, De Miguel |           | Spectateurs : 15 000 Arbitrage : Miguel Barba | Spectateurs : 15 000 Arbitrage : Miguel Barba |

| 28 octobre 1926                                                                                             | Uruguay                                     | 6 – 0                                                                                                   | Bolivie | Campos de Sports de Ñuñoa (Santiago)               |                                                    |
| | Scarone 9e, 12e, 28e, 39e, 81e · Romano 67e | (4 - 0)                                                                                                 |         | Spectateurs : 8 000 Arbitrage : Juan Pedro Barbera | Spectateurs : 8 000 Arbitrage : Juan Pedro Barbera |
| Batignani - Nasazzi, Recoba - Ghierra, Fernández, Vanzzino - Urdinarán, Scarone, Romano, Castro, Saldombide | Équipes                                     | Araníbar - Chavarría, Lara - J. Soto, Sáinz, Valderrama - C. Soto, Méndez, Aguilar, Bustamante, Alborta |         | Spectateurs : 8 000 Arbitrage : Juan Pedro Barbera | Spectateurs : 8 000 Arbitrage : Juan Pedro Barbera |

| 1er novembre 1926                                                                                           | Uruguay                                                | 6 – 1 | Paraguay                  | Campos de Sports de Ñuñoa (Santiago)               |                                                    |
| | Castro 16e, 23e, 32e, 72e · Saldombide 47e (pen.), 82e | (3 - 0) | Fleitas Solich 58e (pen.) | Spectateurs : 12 000 Arbitrage : Francisco Jiménez | Spectateurs : 12 000 Arbitrage : Francisco Jiménez |
| Batignani - Nasazzi, Recoba - Andrade, Fernández, Vanzzino - Urdinarán, Scarone, Romano, Castro, Saldombide | Équipes                                                | Denis - Rolón, Sirvent - Brizuela, Fleitas Solich, Duarte - L. Nessi, C. Ramírez, Vargas Peña, Domínguez, Fretes |                           | Spectateurs : 12 000 Arbitrage : Francisco Jiménez | Spectateurs : 12 000 Arbitrage : Francisco Jiménez |

| Championnat sud-américain de football de 1926 - Vainqueur Uruguay 6e titre |